# Senecio haygarthii
Senecio haygarthii là một loài thực vật có hoa trong họ Cúc. Loài này được M.Taylor ex Hilliard miêu tả khoa học đầu tiên năm 1971.